# Jama pri Dvoru
Jama pri Dvoru este o localitate din comuna Žužemberk, Slovenia, cu o populație de 102 locuitori.